# Монастір (аеропорт)
35°45′29″ пн. ш. 10°45′17″ сх. д. / 35.75806° пн. ш. 10.75472° сх. д.
Аеропорт Монастір імені Хабіба Бургіби (араб. مطار الحبيب بورقيبة الدولي, англ. Habib Bourguiba International Airport) (IATA: MIR, ICAO: DTMB)) — аеропорт у Тунісі, розташований у місті Монастір. Названий на честь першого президента Тунісу Хабіба Бургіби, який народився в Монастірі. Виконує переважно чартерні туристичні рейси.
Поблизу аеропорту розташована станція Метро Сахель — Аеропорт.
Аеропорт є хабом для:
- Nouvelair

## Авіалінії та напрямки

### Пасажирські
| Авіакомпанія        | Пункт призначення |
| ------------------- | --- |
| Brussels Airlines   | Сезонний: Брюссель |
| Eurowings           | Сезонний: Кельн/Бонн, Гамбург |
| HiSky               | Сезонний чартер: Клуж |
| Libyan Airlines     | Триполі-Митіга |
| Luxair              | Сезонно: Люксембург |
| Nordwind Airlines   | Сезонний чартер: Архангельськ, Челябінськ, Калінінград, Калуга, Казань, Краснодар, Мінеральні Води, Москва-Шереметьєво, Нижньокамськ, Нижній Новгород, Перм, Ростов-на-Дону, Ст Петербург, Самара, Сургут, Сиктивкар, Уфа, Воронеж, Єкатеринбург                                                                     |
| Nouvelair           | Дюссельдорф, Ганновер, Ліон, Ніцца, Париж-Шарль де Голль Сезонний: Берлін, Лілль, Манчестер (з 4 липня 2021),, Нант Сезонний чартер: Гетеборг, Стокгольм–Арланда |
| SkyUp               | Сезонний чартер: Київ-Жуляни |
| Smartwings          | Сезонний чартер: Брно, Острава |
| Smartwings Slovakia | Сезонний чартер: Братислава, Кошице |
| Transavia           | Ліон, Нант, Париж-Орлі |
| Tunisair            | Брюссель, Дюссельдорф, Франкфурт, Гамбург, Мюнхен, Ліон, Марсель, Ніцца, Париж-Орлі Сезонний: Берлін-Шенефельд, Женева, Мілан-Мальпенса, Верона Сезонний чартер: Белград, Бордо, Брно, Будапешт, Грац, Кошице, Лілль, Любляна, Ліон, Москва-Внуково, Нант, Острава, Париж-Шарль де Голль, Порту, Прага, Ст Петербург |

## Пасажирообіг
Див. джерело запитів Вікіданих та джерела.